# 馬克斯·黑斯廷斯

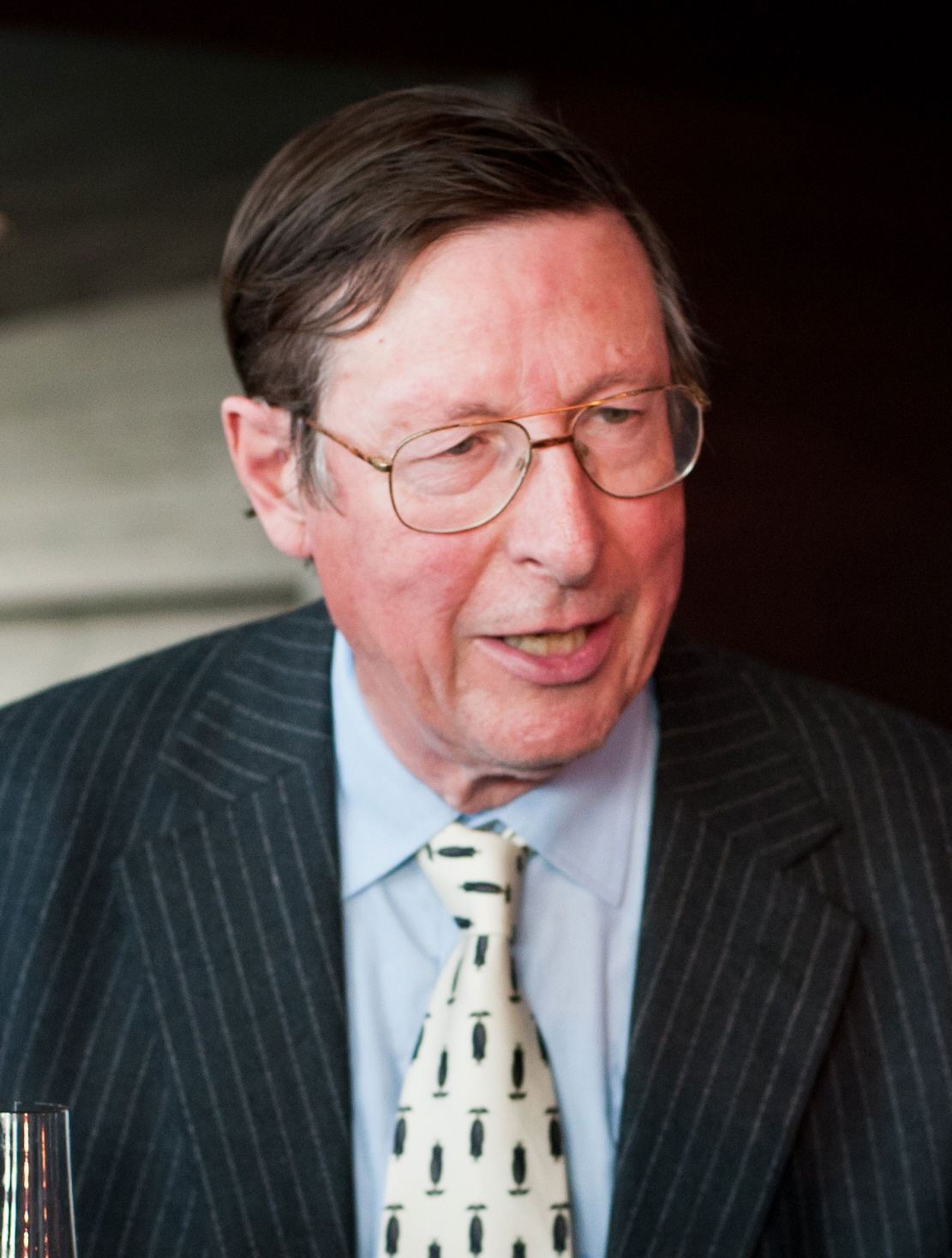
2013年

馬克斯·黑斯廷斯爵士 FRSL FRHistS（1945年12月28日—），英国新闻工作者和军事历史学家，曾在BBC担任外国记者、《每日电讯报》主编和《夜间标准》的编辑。出版过众多书籍，主要涉及国防事务，为此获得多个重要奖项。馬克斯·黑斯廷斯曾在他的文章《我們是否要在本世紀和俄羅斯戰鬥？》中描述普京是“斯大林的精神繼承者”，又指雖然俄羅斯和西方國家回歸冷戰時期的可能性不大，但俄羅斯和西方國家友誼的“概念是一紙空文”。